# Les Jours enfuis
Les Jours enfuis est un roman de Jay McInerney, paru aux États-Unis en 2016, traduit et publié en France en 2017, et y ayant reçu le Prix Fitzgerald la même année.

## Cadre
Le troisième volume de la trilogie Calloway, après Trente Ans et des poussières (1993) (Brightness Falls, 1992) et La Belle Vie (2007) (The Good Life, 2006), retrouve les mêmes personnages, quinquagénaires, en 2007 et 2008 (Primaires présidentielles du Parti démocrate américain de 2008, Barack Obama, Lehman Brothers et débuts de la crise bancaire et financière de l'automne 2008 ou Grande Récession), principalement à Manhattan, ou plutôt Lower Manhattan, centre du monde pour les amoureux fous de la littérature américaine (et donc presque universelle).

## Personnages récurrents
- Russell Calloway, éditeur à succès d'ouvrages de fiction,
- Corrinne Calloway, son épouse, qui a abandonné sa profession, et travaille comme bénévole pour une association caritative (Nourrir New-York),
- leurs enfants, Storey et Jeremy, jumeaux de onze ans, et leur furet Ferdie,
- Casey Reynes, et Tom,
- Hillary, sœur de Corrinne,
- Washington Lee, Veronica Lee, et leurs enfants.

## Personnages épisodiques
- Luke McGavock, ancien compagnon de Corrinne à la soupe populaire de Ground Zero après les attentats du 11 septembre 2001, qui, après un amour contrarié avec Corrinne, depuis cinq ans, s'est refait une vie en Afrique du Sud, et son capital-investissement : un vignoble, une réserve, mais sans Sasha, son ancienne épouse, ni sa fille Ashley, mais avec Giselle.
- Jeff Pierce, ami du couple d'origine, auteur disparu (de sida et/ou d'overdose) d'un livre oublié (sur leur trio), revisité, et en voie d'adaptation cinématographique.
- Jack Carson, poète génial du Sud des USA, découvert par Russell.
- Philipp Kohart, écrivain et faux otage,
- Astrid Kladstrup, qui gère un site consacré à Jeff Pierce.
- Joan, la nounou des enfants Calloway.
- Kip Taylor, actionnaire principal de la maison d'édition de Russell.
- Les autres membres de la famille de Russell et Corrinne.
- Une douzaine de personnages dans le domaine de l'édition ou de la scénarisation.
- Tous les employés (chauffeurs, serveurs, vendeurs) sont des utilités, exclues du récit.
- Les bénéficiaires des distributions d'aide alimentaire sont au mieux des clients, pour Corrinne, peut-être par euphémisme.

## Intrigues
Le livre accompagne essentiellement Russell et Corrinne, dans leur vie privée, et publique : célébration, fêtes, anniversaires, invitations, obligations, réceptions, cocktails, soirées de gala, vernissages, événements artistiques, autant d'occasions pour rappeler les tourbillons de la vie au passé, comme pour les renouveler au présent :
- Manhattan, surtout Manhattan Sud : Greenwich Village, Sotto, TriBeCa... (Vont-ils déménager, s'exiler à Harlem ?),
- boutiques, restaurants et autres lieux branchés pour l'élite,
- et, à l'opposé, la nature : Les Hamptons, Long Island, Montauk,
- pêche aux bananes de mer,
- furet, ligre...

Cette haute bourgeoisie WASP (et Washington est bien le seul noir visible) qu'on aimerait détester, riche, mondaine, narcissique, a, comme chacun, des problèmes d'argent, de logement, d'habillement, et recherche une certaine plénitude, affective et sexuelle. Aucun n'est détestable ou pitoyable, simplement terriblement humain, un peu comme chez F. Scott Fitzgerald (mais pas comme chez Bret Easton Ellis). 
Le malaise des 50 ans de la génération X (née entre 1960 et 1980) est bien représenté, mis en scène par ces spécialistes de la mise en texte ou en scène, de la réécriture, de la scénarisation.

## Réception
Les critiques américaines sont plus négatives, reprochant l'aspect suite romanesque (sequel).
Les critiques européennes sont plus compréhensives devant cette technique de scénarisation, à la manière de feuilleton télévisé ou série télévisée, façon Amour, Gloire et Beauté,,,.
Le livre reçoit le Prix Fitzgerald pour 2017.